# 台北捷運信義線

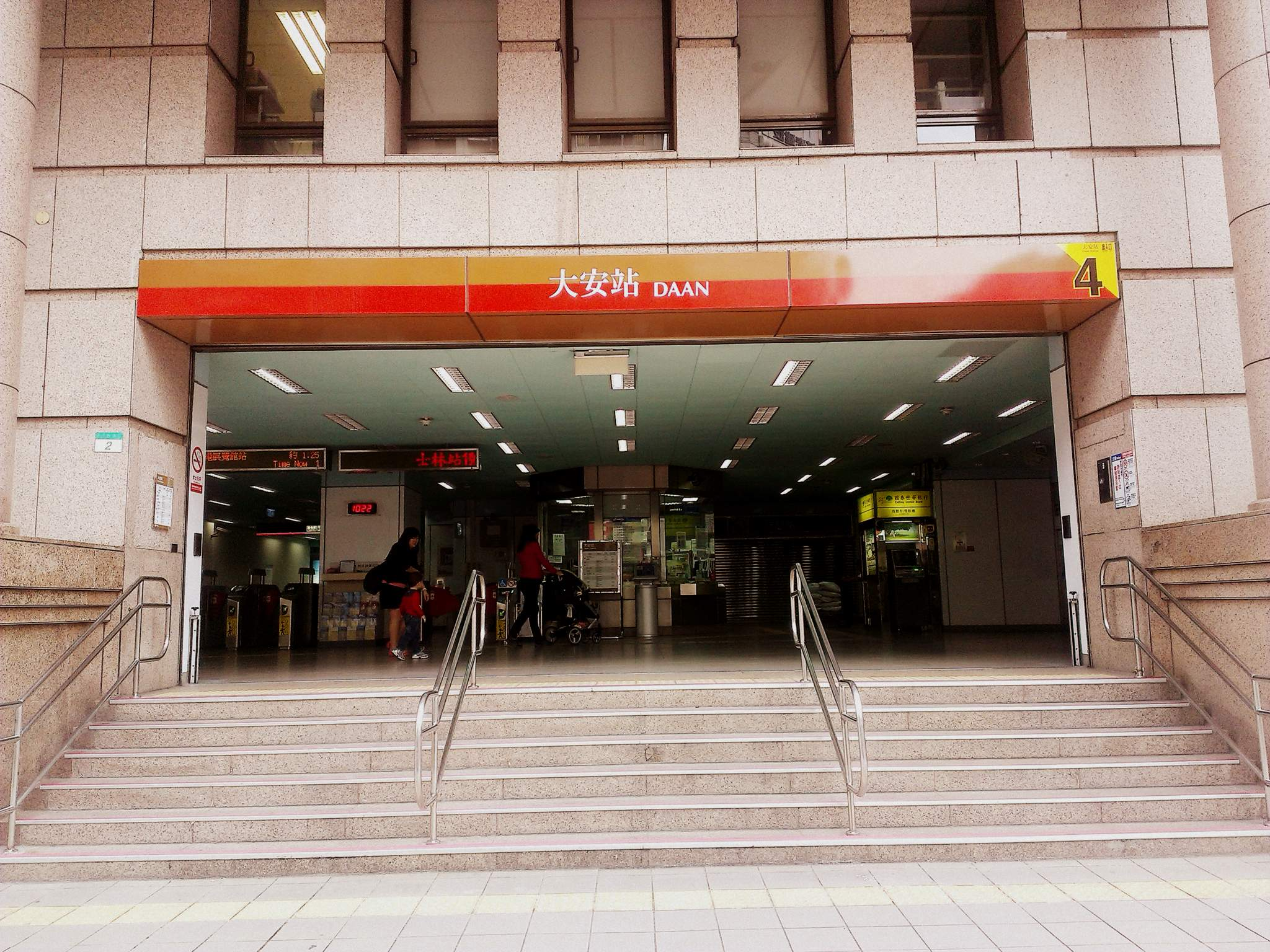
大安駅

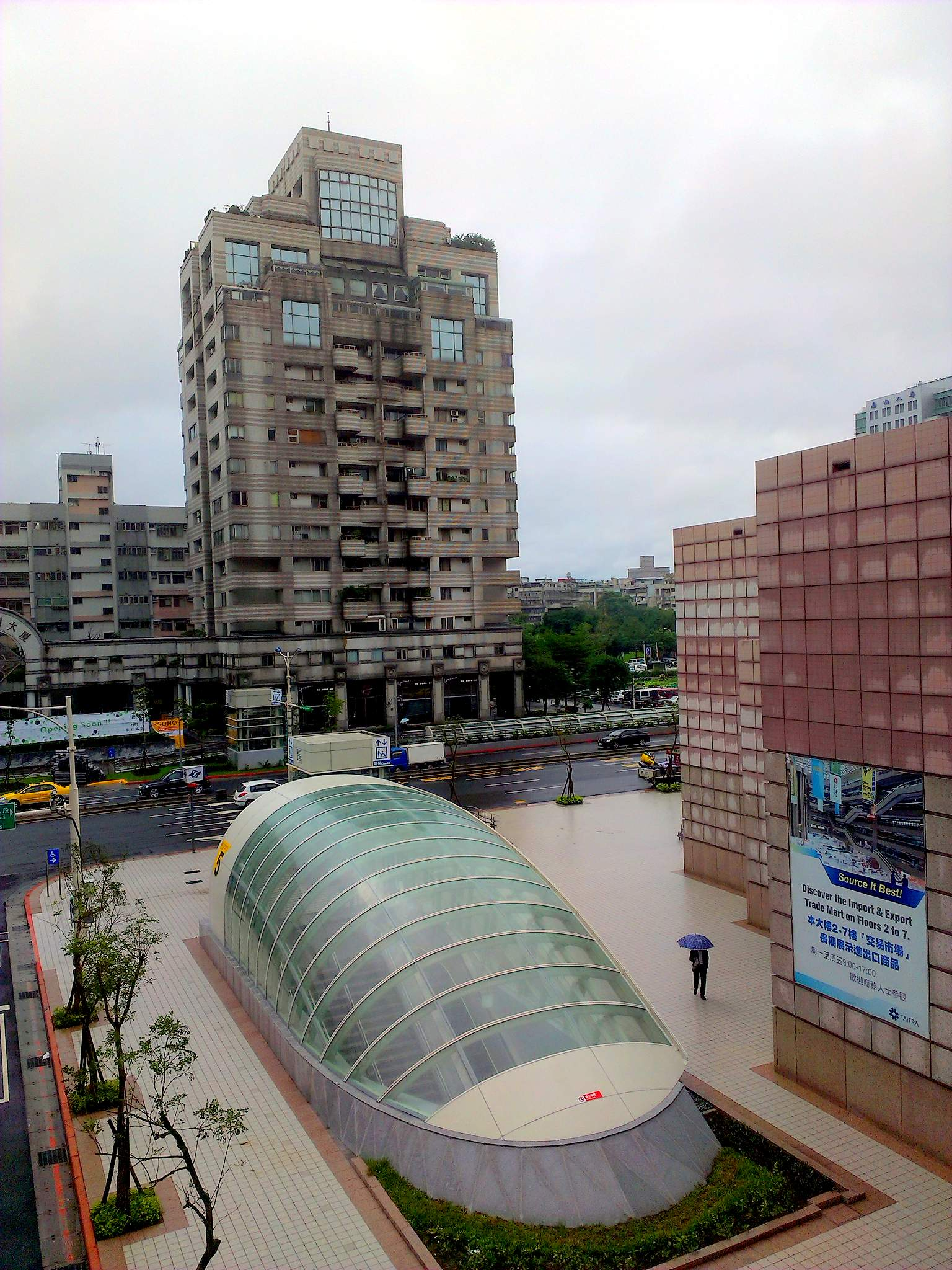
台北101/世貿駅

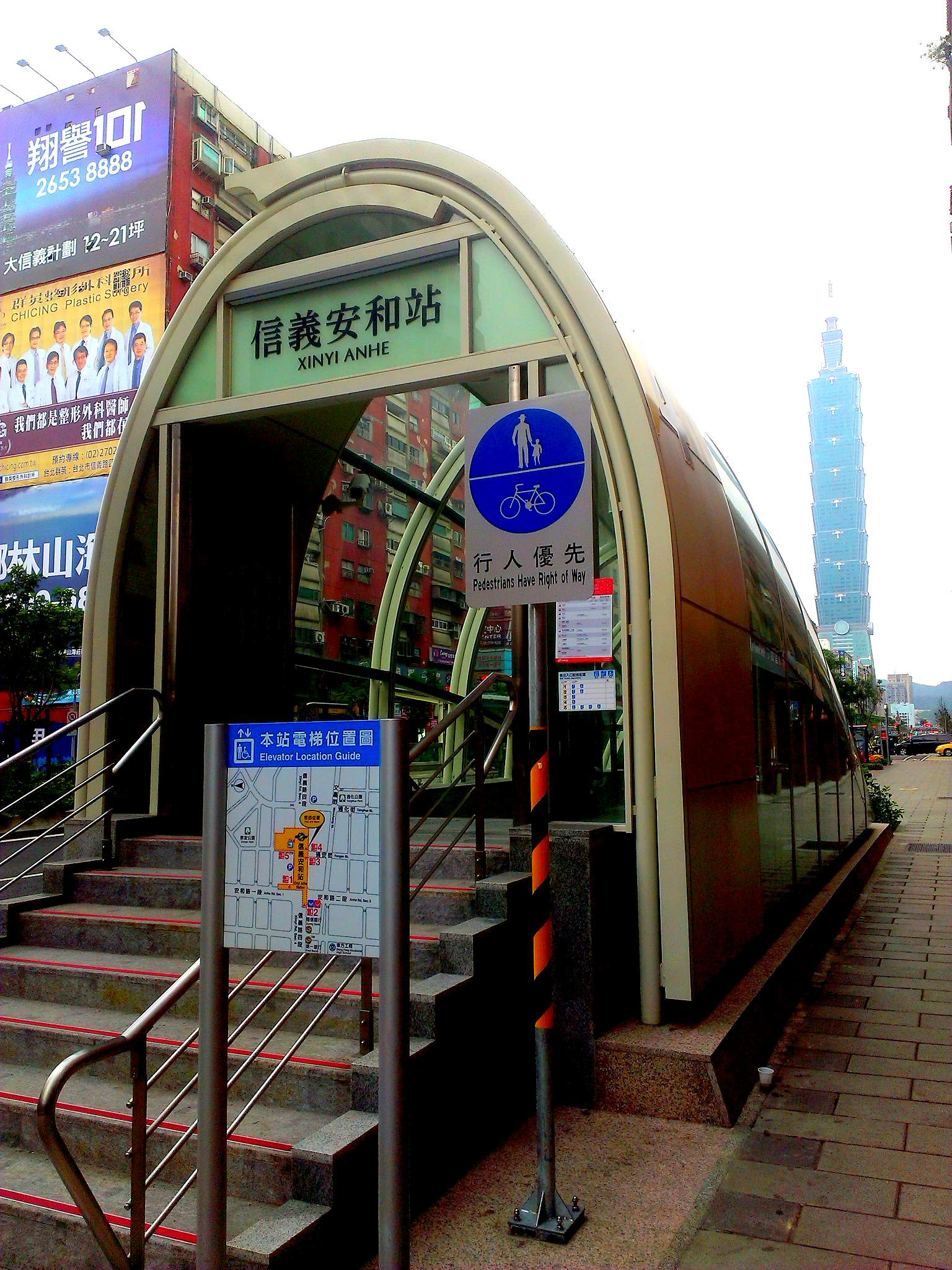
信義安和駅

信義線（しんぎせん）は、台湾台北市中正区にある中正紀念堂駅と信義区にある象山駅を結ぶ台北捷運の路線。板南線や松山線と並走して市内を東西に横断する。淡水線とあわせて■淡水信義線として直通運転を実施している。また、象山駅以東の延伸も計画中である。

## 路線データ
- 駅数：7
- 軌間：1,435 mm（標準軌）
- 電気方式：直流750 V（第三軌条方式）
- 複線区間：全線
- 地下区間：全線

## 概要
信義線開業までは台北の地下鉄で東西路線は板南線のみであった。東西方向の移動の利便性向上と台北駅での乗り換えの混雑を緩和するために計画された路線である。2013年11月24日に象山駅まで部分開業し■淡水信義線として、淡水線に直通運転している。また、象山駅以東の延伸も計画中である。

## 歴史
- 2004年10月22日 - 行政院が信義線(新十大建設)財務計画を承認。
- 2005年7月26日 - 信義線全面起工。
- 2013年
  - 7月6日 - 民権西路駅 - 象山駅間で週4日・1日4時間程度の試運転開始。
  - 10月13日 - 台北市政府による初期審査開始。
  - 10月25日 - 総合試運転開始。
  - 11月8日 - 交通部への初回開業審査申請。
  - 11月13日 - 審査での指摘項目を改善し、交通部へ最終審査申請。
  - 11月15日 - 交通部が開業を認可。
  - 11月24日 - 中正紀念堂駅 - 象山駅間が開通、淡水線と直通運転。
- 2016年
  - 5月31日 - 象山駅 - R01中坡間延伸事業入札公示[1]
  - 7月19日 - 中坡延伸線土木工程（総延長1.42km）を日商大豊営造（大豊建設の台北営業所）と台湾ゼネコンzh:中華工程が約48.2億台湾ドルで落札[2][3]。
  - 10月17日 - 中坡延伸線着工[4]。
- 2017年7月11日 - R01駅の駅名が「広慈/奉天宮」に決定される[5]。
- 2022年 - 中坡延伸線開業予定。

## 駅一覧
| 駅 番号 | 駅名           | 駅名           | 駅名                            | 接続路線・備考                                                                 | 所在地 | 所在地 |
| 駅 番号 | 日本語         | 繁体字中国語   | 英語                            | 接続路線・備考                                                                 | 所在地 | 所在地 |
| ------- | -------------- | -------------- | ------------------------------- | ------------------------------------------------------------------------------ | ------ | ------ |
| R08     | 中正紀念堂駅   | 中正紀念堂站   | Chiang Kai-Shek Memorial Hall   | - ■松山新店線G10（新店線・小南門線） - ■淡水信義線（淡水線） - ■万大樹林線LG01 | 台北市 | 中正区 |
| R07     | 東門駅         | 東門站         | Dongmen                         | ■中和新蘆線O06（新荘線）                                                       | 台北市 | 大安区 |
| R06     | 大安森林公園駅 | 大安森林公園站 | Daan Park                       |                                                                                | 台北市 | 大安区 |
| R05     | 大安駅         | 大安站         | Da'an                           | ■文湖線BR09（文山線）                                                          | 台北市 | 大安区 |
| R04     | 信義安和駅     | 信義安和站     | Xinyi Anhe                      |                                                                                | 台北市 | 大安区 |
| R03     | 台北101/世貿駅 | 臺北101/世貿站 | Taipei 101 / World Trade Center |                                                                                | 台北市 | 信義区 |
| R02     | 象山駅         | 象山站         | Xiangshan                       |                                                                                | 台北市 | 信義区 |
| R01     | 広慈/奉天宮駅  | 廣慈/奉天宮站  | Guangci / Fengtian Temple       | 建設中                                                                         | 台北市 | 信義区 |

- 背景色が■かつ斜字体で示す駅は未開業の駅。
- 象山駅と広慈/奉天宮駅の間に計画されていた信義松徳駅（旧R04駅）は地元住民の反対で用地取得が出来なかったことと、象山駅が685mしか離れていないことから建設中止となった[6]。

## 使用車両
- 301型
- 381型

## 運行形態
ほぼ全列車が淡水線との直通運転を実施している。運行時間は6:00から24:00頃までで淡水駅 - 象山駅と北投駅 - 大安駅の系統が交互に走行している。（ラッシュ時は北投駅-象山駅）淡水線と新店線が直通運転を行っていた頃は23:00以降を除き北投駅 - 象山駅の系統で運転されていた。23:00以降は殆どの列車が台北車站 - 象山駅の区間運転となっていたが、終電間近の数本を除き淡水駅行きの列車に接続し中山以北への乗り換えが可能なよう考慮されていた。
列車は全て各駅停車で、日中は概ね7～9分間隔（大安駅以西は約4分間隔）（平日のラッシュ時は約3分間隔）で、23:00以降は運転本数が減少する。

## 脚註
1. ↑  （繁体字中国語）中華民国政府電子採購網
2. ↑  （繁体字中国語）(臺北市政府捷運工程局)臺北市重大交通建設工程 捷運信義線東延段105年7月19日順利決標
3. ↑  （繁体字中国語）“〈台北都會〉捷運信義線東延段 6年後完工”. 自由時報. (2016年7月20日)
4. ↑  （繁体字中国語）信義線東延段CR580C區段標>工程簡介2016年10月20日,臺北市政府捷運工程局南區工程處
5. ↑  （繁体字中国語）“萬大線一期暨信義線東延段站名出爐”. 台北市政府捷運工程局. (2017年7月11日) 2017年7月12日閲覧。
6. ↑  “捷運信義線東延段R04站因設站條件不足，無法設站，後續將送內政部都市計畫委員會審議”.   臺北市政府捷運工程局 (2015年3月31日). 2015年4月1日閲覧。